# اتو توپلیتس
اتو توپلیتس (به آلمانی: Otto Toeplitz) (متولد ۱ آگوست ۱۸۸۱ در برسلاو- درگذشته ۱۵ فوریه ۱۹۴۰ در اورشلیم) ریاضیدان یهودی آلمانی بود.

## زندگینامه
توپلیتس در خانواده‌ای با اصالت یهودی در برسلاو زاده شد. ریاضیات در خانواده توپلیتس موروثی بود چنانکه پدر و پدر بزرگ او هر دو استاد ریاضیات بودند. پدرش همچنین از ناشران مجله‌ای دربارهٔ زبان‌شناسی بود. اوتو در برسلاو بالید و پس از دوران دبیرستان تصمیم گرفت که به تحصیل ریاضیات ادامه دهد و در سال ۱۹۰۵ با تزی دربارهٔ هندسه جبری مدرک دکترا را دریافت کرد. از دوستان او در برسلاو می‌توان به ماکس برن و ریچارد کورانت اشاره کرد. در سال ۱۹۰۶ توپلیتس به گوتینگن رفت و توانست شغل استادی ریاضیات را در آن دانشگاه به دست آورد. در زمانی که توپلیتس به گوتینگن آمد هیلبرت که بزرگترین ریاضیدان گوتینگن به شمار می‌رفت با مسائل حساب انتگرال به ویژه مسئله نظریه طیفی عملگرهای کراندار متقارن دست به گریبان بود. توپلیتس به این مسئله علاقه‌مند شد و مقاله‌های بسیاری دربارهٔ نظریه طیف نوشت و در همین ارتباط عملگرهای توپلیتس را معرفی نمود. در سال ۱۹۱۳ به عنوان استاد برجسته به دانشگاه کیل و در سال ۱۹۲۸ به دانشگاه بن رفت. با وجود اینکه نازی‌ها در سال ۱۹۳۳ در آلمان بر سر کار آمدند و سختگیری و اخراج یهودیان از دانشگاه‌ها آغاز شد توپلیتس توانست همچنان تا سال ۱۹۳۵ به تدریس در دانشگاه ادامه دهد. در این سال او به عنوان یهودی از کار برکنار شد و سرانجام در سال ۱۹۳۹ با فزونی گرفتن فشارها بر یهودیان ناچار به فلسطین که آن زمان تحت قیمومیت دولت انگلستان بود کوچید و یک سال پس از آن در همانجا درگذشت.

## کارنامه
توپلیتس بیش از همه برای کارهایش در زمینه نظریه عملگرها و ماتریس‌ها و به ویژه فضاهای با بعد نامتناهی شناخته شده‌است. او در سال ۱۹۱۱ ماتریس‌های توپلیتس را معرفی نمود که کاربردهایی در نظریه تبدیل‌های فوریه و کریستال‌شناسی دارند.
او همچنین دربارهٔ نظریه انتگرال مقاله‌هایی منتشر نمود. در دهه ۱۹۳۰ مشغول پروراندن تئوری فضاهای با بعد نامتناهی شد چرا که نظریه باناخ را بیش از اندازه مجرد می‌دانست.
توپلیتس همچنین بسیار به تاریخ ریاضیات و آموزش ریاضی علاقه‌مند بود. برای نمونه او کتابی دربارهٔ تاریخ آنالیز نوشت به نام «پرورش حساب بی‌نهایت‌ها یک رویکرد ریشه شناسانه» که پس از مرگش در سال ۱۹۴۹ به چاپ رسید. او همچنین به ریاضیات یونان باستان و ارتباط‌های آن با فلسفه علاقه‌مند بود و در کیل سمیناری با موضوع ریاضیات یونان برگزار می‌کرد. او به همراه اتو نویگباوئر مجله‌ای با نام «ریشه‌ها و مطالعاتی درباره تاریخ ریاضی» را بنیان گذاشت. بنیان‌گذاری «گزارش ترمی ریاضی-فیزیک» در سال ۱۹۳۲ به همراه هاینریش بنکه از دیگر فعالیت‌های اوست.